# Farmacie

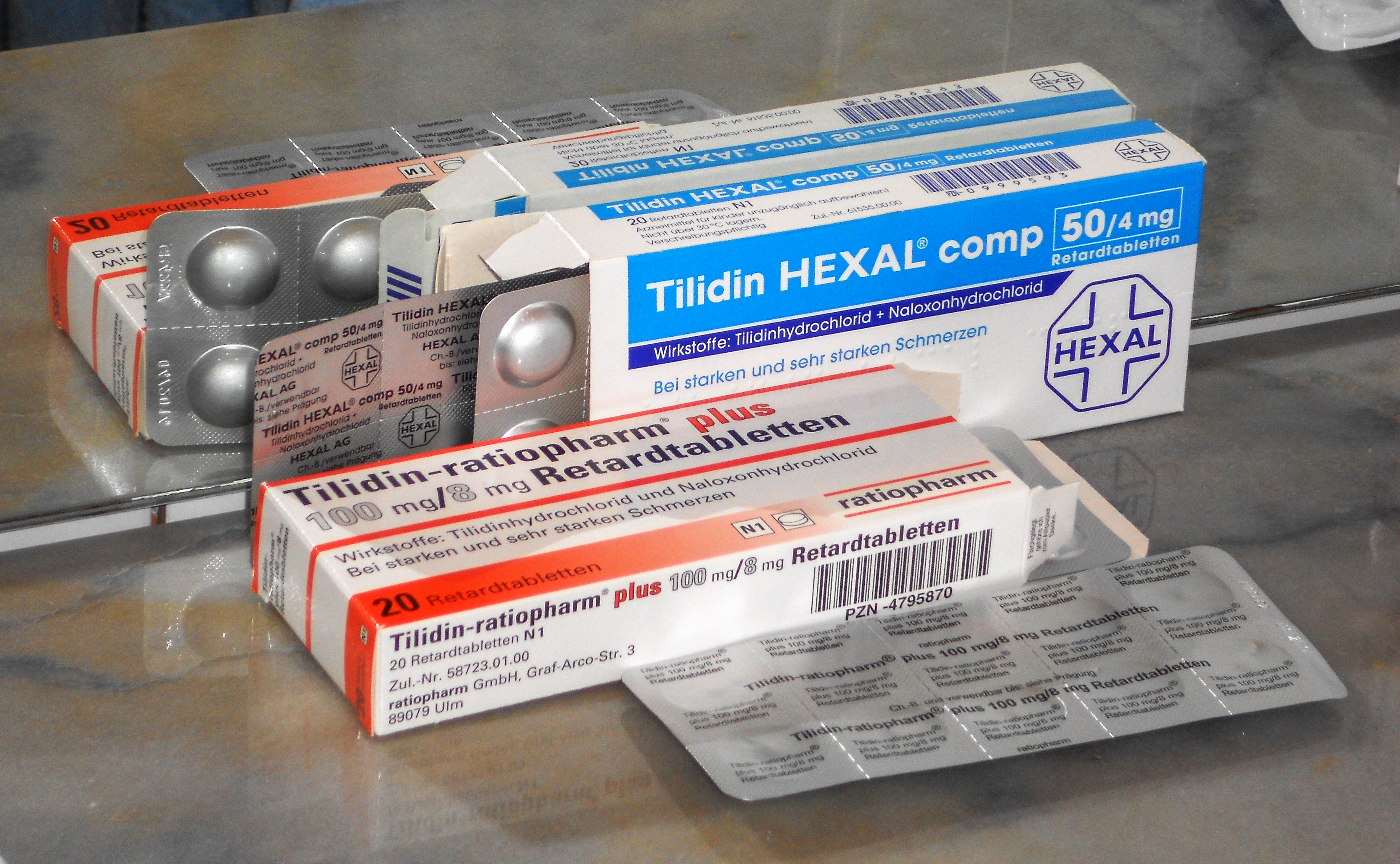

Farmacie (též lékárnictví; řec. „farmakon“ = léčivo) je zdravotnické odvětví, které slouží k zabezpečení léčiv pro pacienty. To zahrnuje jejich výzkum, výrobu, distribuci, skladování a výdej (nejčastěji v lékárnách). Zdravotník zabývající se farmacií se nazývá farmaceut; souvisejícími akademickými tituly jsou magistr farmacie a doktor farmacie.

## Farmaceutické disciplíny
- Farmakologie – zabývá se účinkem léčiv a jejich osudem v organismu.
- Farmakognozie – zabývá se léčivy přírodního původu.
- Farmaceutická chemie – studuje vztah chemické struktury léčiv a jejich účinku, zabývá se též syntézou.
- Kontrola léčiv – zabývá se zabezpečením kvality léčiv, využívá metod analytické chemie.
- Farmaceutická technologie – zabývá se výrobou a přípravou léčivých přípravků.
- Sociální farmacie – zabývá se fungováním farmacie a jejím postavením ve společnosti.
  - Lékárenství – zabývá se problematikou fungování lékáren.

## Farmaceutické školství
Farmaceuti (lékárníci) mohou v Česku studovat na dvou, resp. třech vysokých školách:
- Farmaceutická fakulta Univerzity Karlovy v Hradci Králové
  - Vojenská lékařská fakulta Univerzity obrany v Hradci Králové, většina farmaceutické výuky však probíhá na FaF UK
- Farmaceutická fakulta Masarykovy univerzity v Brně

Studium je pětileté, po jeho absolvování získávají farmaceuti titul „magistr“ (Mgr.) a jsou plně kvalifikováni pro výkon činností ve všech farmaceutických odvětvích. V rigorózním řízení je možné získat též titul „doktor farmacie“ (PharmDr.).
Mezi farmaceutické pracovníky patří též farmaceutičtí asistenti, kteří získávají kvalifikaci na vyšších odborných školách (titul DiS.). Dříve se nazývali farmaceutičtí laboranti a získávali vzdělání na středních zdravotních školách.